# Pablo Elguezábal
Pablo Elguezábal Iturri (Cienfuegos, Cuba, 22 de marzo de 1907-Rigoitia, Vizcaya, 7 de noviembre de 2003), más conocido por el sobrenombre de Rubio o Kirru fue un pelotari español de la modalidad de mano.

## Biografía
Pablo Elguezábal nació en Cienfuegos (Cuba) en 1907 (algunas fuentes hablan de 1908). Era hijo de emigrantes españoles en Cuba, que regresaron posteriormente al País Vasco asentándose en la localidad vizcaína de Guernica. Por su color de pelo era apodado Rubio o Kirru (palabra que significa rubio en euskera).
Comenzó a tomar parte en los campeonatos de Vizcaya en 1926 llegando a obtener el título provincial. Su época más brillante fue entre 1928 y 1936 cuando se convirtió en uno de los pelotaris profesionales de mano más destacados formando parte del grupo de élite de este deporte. Tomó parte en los torneos de parejas organizados por el diario deportivo Excelsior haciendo pareja con el mítico Juan Bautista Azcárate, el Mondragonés. Aunque en vísperas de la guerra civil española era considerado junto con Echave IV como el rival más cualificado del campeón oficioso de la época, el gran Atano III, nunca llegó a celebrarse un partido entre ambos ya que Atano III puso como condición que él (Atano) jugaría con la mano izquierda atada a la espalda, condición que Kirru rechazó por no aceptar un encuentro en condiciones de desigualdad entre los contrincantes.
Tras la Guerra Civil tomó parte en las dos primeras ediciones del Campeonato manomanista, en 1940 y 1942, siendo cabeza de serie en la primera edición de este campeonato y llegando a semifinales del torneo.
Como pelotari se destacó por su magnífico gancho de izquierda.